# 唐·康維
唐·康維（英語：Don Cowie；1983年2月15日—）是一位蘇格蘭足球運動員。在場上的位置是中場。他也代表蘇格蘭國家足球隊參賽。

## 榮譽
韋根
- 英甲冠軍：2015/16年；

## 外部連結
- 足球数据库：唐·康維的球员统计数据
- 唐·康維在 National-Football-Teams.com 上的出场纪录